# Miguel de Ureta de la Carrera
Miguel de Ureta de la Carrera (1694-1774) fue un filósofo y jesuita chileno.

## Biografía
Nació en Santiago de Chile, siendo hijo legítimo del segundo matrimonio de Fadrique de Ureta Pastene con Petronila de la Carrera Elguea. Ingresó a la Compañía de Jesús en marzo de 1711 y se formó la Universidad Pontificia Colegio Máximo de San Miguel. Allí fue novicio en 1712 y profesó el cuarto voto monástico jesuítico, el de obediencia especial al papa, en febrero de 1729.
Fue catedrático de filosofía en el Universidad Pontificia Colegio Máximo de San Miguel entre los años 1726 y 1728. Desempeñó luego el papel de rector del Colegio de Concepción - en ese entonces la Universidad Pencopolitana - entre 1746 y 1748, y luego Rector del Convictorio de San Francisco Javier. Registros de su actividad docente son las dos copias de sus Disputationes in sex Aristotelis libros Physicorum y el volumen que conserva sus Disputationes in Metaphysicam et in libros De anima.
El padre José Ambert, copista de su obra, era de origen catalán y nació en Manresa alrededor de 1707. En 1750, fue superior de Valdivia y al año siguiente, en 1751, procurador de misiones con residencia en el Colegio de Concepción, donde permanecería hasta la promulgación del edicto de expulsión de los jesuitas por parte de Carlos III, momento en el que severía obligado a abandonar el país. Falleció en el destierro a los 80 años, en Italia.

## Obras
- Miguel de Ureta S. J., Disputationes in omnes Physicorum libros Aristotelis, 1727 (v. 90, Fondo Antiguo, Archivo Nacional Histórico, Santiago de Chile, ff. 1r-206v).

El volumen anónimo 23 del fondo varios corresponde a una copia del volumen 90 del fondo antiguo del Archivo Nacional Histórico. 